# Godiva (poème)
Pour les articles homonymes, voir Godiva (homonymie).
Godiva est un poème narratif d'inspiration médiévale écrit en 1840 par le poète britannique Alfred Tennyson.
Tennyson rédige Godiva en 1840, après avoir séjourné dans la région de Coventry. Le poème n'est publié qu'en 1842, sous une forme identique à toutes celles des éditions ultérieures.
Le texte de Tennyson évoque l'histoire de Godiva, comtesse du royaume anglo-saxon de Mercie qui, d'après la légende, se serait engagée à traverser la ville de Coventry à cheval mais entièrement nue, à condition que son époux Léofric consente à renoncer à un impôt inacceptable pour ses sujets.

## Structure
Il s'agit d'un poème narratif organisé en six strophes et composé en vers libres. Dans les quatre premiers vers, Tennyson décrit le contexte où il dit avoir composé son texte : il est à la gare de Coventry, parmi les employés qui s'affairent et il s'apprête à rentrer chez lui. Tout en admirant les trois flèches d'église si typiques de la ville, il se remémore la légende locale de Godiva et en fait un poème.
I waited for the train at Coventry;

I hung with grooms and porters on the bridge,

To watch the three tall spires; and there I shaped

The city's ancient legend into this:

## Influence

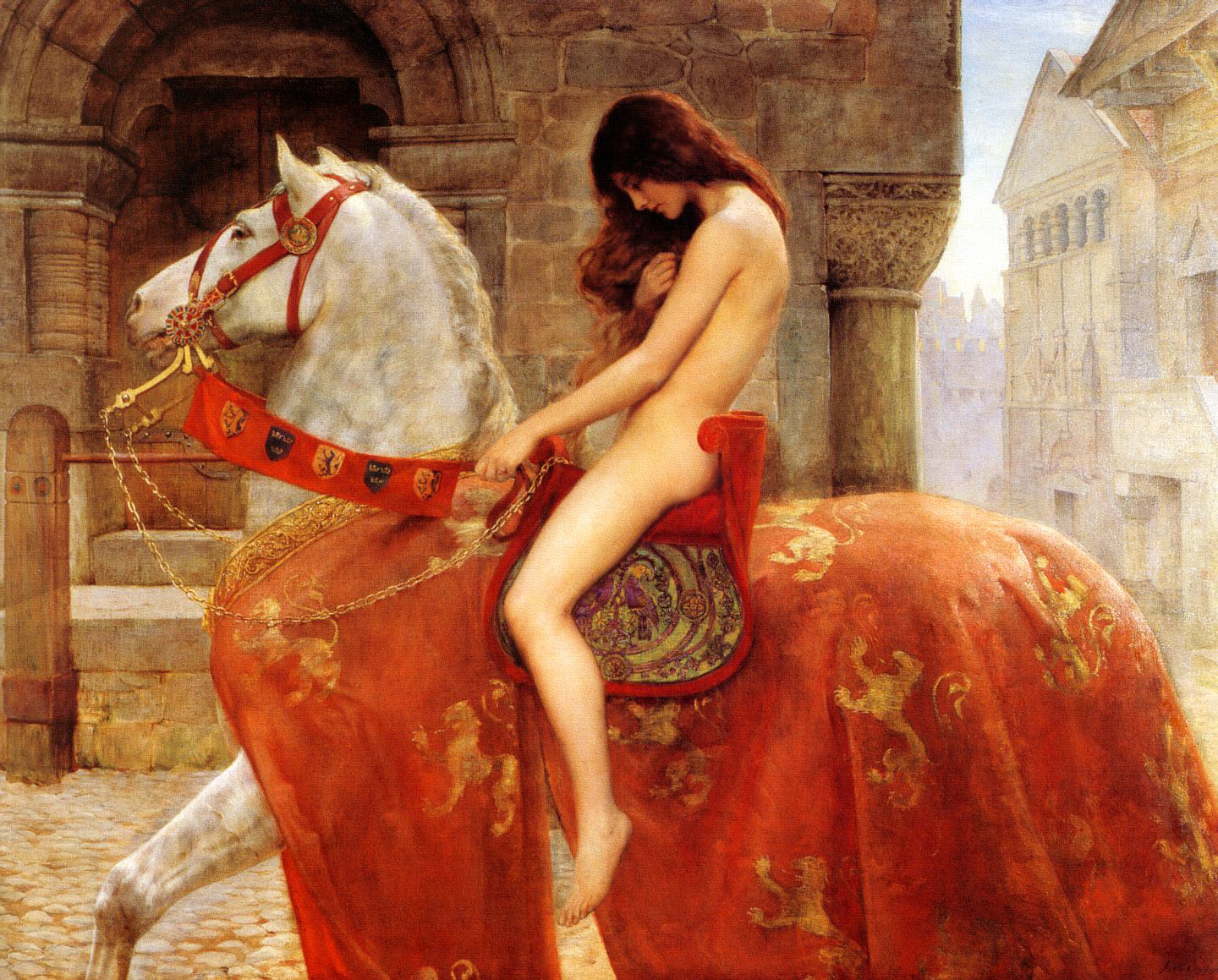
Lady Godiva par John Collier, 1898.

Bien que l'histoire de Godiva ne soit pas conçue par Tennyson, la façon dont il reprend la légende à travers son poème exerce une influence notable sur ses contemporains puis au-delà. Il rencontre un grand succès critique à sa publication. Le thème de lady Godiva est repris par différents peintres de l'époque victorienne comme John Collier, qui y voient un bon prétexte pour représenter le nu féminin en dépit des mœurs rigoristes de leur temps. Au début du XXe siècle, le producteur et réalisateur J. Stuart Blackton tourne un court film muet qui reprend à la lettre des extraits du poème.
En France, le poème de Tennyson est traduit en 1884 par le poète français Stéphane Mallarmé mais cette traduction reste inédite jusqu'en 1970.